# Мик Марс
Мик Марс (англ. Mick Mars, имя при рождении Роберт Алан Дил (англ. Bob Alan Deal; родился 4 мая 1951, Тер Хот, штат Индиана, США) — музыкант, бывший гитарист американской рок-группы Mötley Crüe.

## Биография

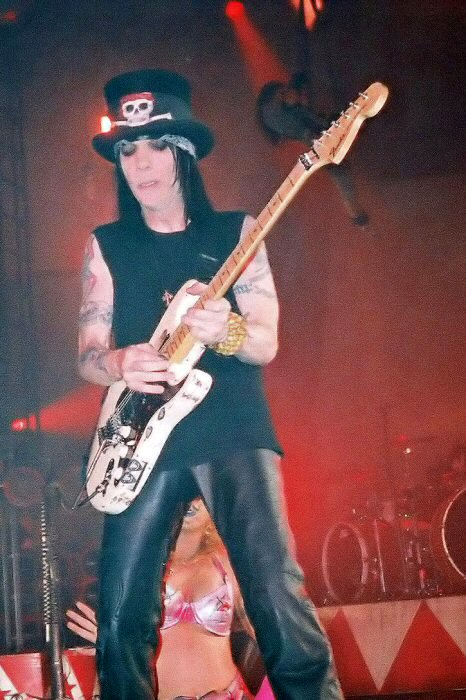

В три года Боб побывал на четвёртой ежегодной ярмарке в парке Хайрс в Хантингтоне, где он увидел первый в своей жизни концерт. Это был Скитер Бонд, кантри-музыкант в блестящем оранжевом костюме и огромной белой ковбойской шляпе. Именно этот случай повлиял на появление мечты о становлении музыкантом. Свою первую гитару он получил в подарок на Рождество в возрасте семи лет. Это была игрушечная гитара в виде Микки Мауса. Боб научился настраивать её и начал подбирать на ней простые мелодии. Первой настоящей гитарой стала Stella, купленная им в комиссионном магазине всего за двенадцать долларов.
После того, как его семья переехала из Индианы в Калифорнию, Боб Дил бросил школу и в течение семидесятых играл на гитаре в нескольких не подающих надежду группах. К этому моменту у него и его первой жены Шэрон уже было двое детей, которых необходимо было обеспечивать. Чтобы сводить концы с концами, приходилось браться за любую работу. С этого момента в жизни музыканта началась чёрная полоса: жена ушла, забрав с собой детей, после чего последовали финансовые проблемы и небольшой тюремный срок за неуплату алиментов. Почти через 10 лет неудовлетворенности калифорнийской музыкальной сценой, Дил решил для себя начать всё с нуля, изменив сценическое имя на Мик Марс и покрасив волосы в чёрный как уголь цвет. По его собственному признанию, он никогда не любил своё прежнее имя, поскольку его инициалы складывались в слово bad — «плохой». В надежде найти группу в 1981 он поместил в Лос-Анджелесскую газету «The Recycler» объявление, описывая себя как «громкого, грубого и агрессивного гитариста». Никки Сикс и Томми Ли связались с ним и, после того, как услышали как он играет, сразу взяли его в группу, уволив своего предыдущего гитариста по требованию Мика. Когда к ним присоединился Винс Нил, группе понадобилось название и Марс предложил «Mötley Crüe». Это название происходит от Mottley Croo — второго названия его прежней группы Whitehorse. Whitehorse были членами общества музыкантов Калифорнии. Это запрещало группе выступать на концертах, не связанных с деятельностью общества, и поэтому Whitehorse нередко играли под вымышленными названиями, обходя это правило ради дополнительного заработка.
В отличие от многих хард-рок/хеви-метал гитаристов того времени, стиль игры Мика Марса погружен в традиции блюза. И в студии, и на сцене он настраивает гитару на тон ниже, чтобы получить более сильный и тяжелый звук.
За время, проведенное в Mötley Crüe, Мик Марс создал репутацию таинственной личности.
Марс записывал партию лидер-гитары для группы Hinder в песне «Take It to the Limit» с одноимённого альбома и гитарное соло в песне «Into the Light» группы Papa Roach. В апреле 2010 стало известно, что Мик работает вместе с группой Murderdolls над их новым альбомом «Women & Children Last». Также принял участие в записи альбома «The Unattractive Revolution» группы Crashdïet в 2007 году. Далее участвовал в записи сингла «Boss's Daughter» с группой Pop Evil в 2011.
В настоящее время Мик и его жена, швейцарская модель Серейна Шоненбергер (Марс), проживают в Нэшвилле, Теннесси, где Марс вплотную занят написанием музыки и разработкой сольного проекта. По его собственным словам, он превосходно себя чувствует и подумывает о мировых гастролях. В 2018 году снялся в эпизоде онлайн-сериала Ernie Ball: String Theory, где рассказал о планах на будущее, сольном альбоме и подходе к творчеству.
8 августа 2019 года на британском радио Planet Rock состоялась премьера сингла «These Old Boots» с первого сольного альбома гитариста Фила Кэмпбелла. Одним из музыкантов, приглашённых для создания этой песни, стал и Марс. К синглу вышло официальное видео от студии Hot Frog Animations, в котором все участники записи были отображены как анимационные персонажи.
15 ноября 2019 года независимо друг от друга были выпущены две песни с участием Марса. Это «Outlaws & Outsiders» дебютная работа Кори Маркса, начинающего музыканта из Нэшвилла, где Марс играет небольшой фрагмент, а также «The Way I'm Wired» с дебютного альбома молодого коллектива Black Smoke Trigger.

## Здоровье
Большую часть своей жизни Марс страдает от анкилозирующего спондилита, хронической воспалительной формы артрита, преимущественно возникающей в позвоночнике и тазовых костях. Заболевание было диагностировано, когда ему было 17 лет, и постепенно всё больше стесняло его в движениях, вызывая сильные боли.
С годами болезнь полностью охватила его позвоночник, что привело к анкилозированию межпозвонковых суставов, ограничению подвижности, а также к резкому снижению роста из-за давления.
Во время намечавшегося распада Mötley Crüe у Марса усугубились проблемы со здоровьем, развилась зависимость от сильнодействующих обезболивающих препаратов и началась депрессия. Он перестал играть на гитаре, утратил возможность свободно двигаться и вёл лежачий образ жизни. В тяжёлом состоянии он был обнаружен Никки Сиксом, обеспокоенным его исчезновением и отправившимся на его поиски. Осенью 2004 года Марс прошёл курс полной детоксикации организма и перенёс операцию по протезированию изношенного тазобедренного сустава, за которой последовала интенсивная физиотерапия и работа с психотерапевтом. Несмотря на сомнительное состояние здоровья, он отправился в тур «Carnival of Sins» (2005 год) и в «Route of All Evil Tour» (2006 год) вместе с Aerosmith.